# Joe Byrd
Gene Hebert Byrd, detto Joe (Chuckatuck, 24 maggio 1933 – Annapolis, 6 marzo 2012), è stato un musicista statunitense.
La sua carriera professionale fu inevitabilmente legata a quella del fratello, il famoso chitarrista Charlie Byrd, culminata con la partecipazione alla session del disco "Jazz Samba" (1962) del duo Stan Getz/Charlie Byrd.
Oltre a lavorare nei numerosi dischi realizzati dal fratello, Joe Byrd fece altre esperienze musicali in tante performance con musicisti quali : Jimmy Whiterspoon, Mosé Allison e Coleman Hawkins.
È deceduto in un incidente stradale.